# Археологически музей на Гозо
Археологическият музей на Гозо (на малтийски: Il-Mużew tal-Arkeoloġija ta' Għawdex) е археологически музей в Цитаделата на град Виктория в остров Гозо, Малта.
Музеят е открит през 1960 г. като първия обществен музей в Гозо и е известен като Музеят на Гозо. Музеят е преработен и отворен отново през 1986 г. като Археологически музей на Гозо. Днес е известен като Археологически музей на Гозо или Национален археологически музей. Музеят разполага с археологически артефакти и реликви и експонати, обхващащи културната история на остров Гозо от праисторическата епоха до ранния модерен период.
Музеят се помещава в къща от XVII век, която първоначално е била известна като „къща Бонди“. През 1937 г. е продадена на правителството от семейство Бонди. Представлява двуетажна сграда със симетрична строга фасада, с издълбан каменен балкон над входната врата. Сградата е вписана в Националния списък на културните ценности на Малтийските острови.